# Марка Коннелла
«Ма́рка Ко́ннелла» (англ. Connell stamp) — филателистическое название стандартной почтовой марки британской колонии Нью-Брансуик 1860 года (SG #13).

## Описание
Номинал марки — 5 центов. Миниатюра коричневого цвета, в центре в овале помещён портрет главного почтмейстера колонии Нью-Брансуик Чарльза Коннелла. Все марки имеют плохое качество зубцовки, так называемую «слепую» зубцовку. Тираж — 500 тысяч экземпляров.

## История
В конце 1859 года колония Нью-Брансуик переходила с британской двенадцатеричной валютной системы на десятичную. В связи с этим главный почтмейстер Чарльз Коннелл получил распоряжение губернатора Мэннерс-Саттона выпустить новые почтовые марки для колонии. Четыре новые марки номиналами в 1, 5, 10 и 12½ центов должны были поступить в обращение 1 мая 1860 года. Для оплаты отправляемой в США корреспонденции Коннел добавил марку номиналом в 17 центов. Перед Рождеством Коннелл заключил договор о печати марок с нью-йоркской компанией American Bank Note Company. За несколько дней до намеченной даты выпуска тираж поступил в Нью-Брансуик.
К изумлению губернатора, получившего сигнальные экземпляры, на пятицентовой марке, предназначавшейся для использования внутри колонии, вместо портрета королевы Виктории (известного как «Голова Шалона» — Chalon head) был изображён портрет почтмейстера Коннелла. Это было сочтено оскорблением Её Величества Королевы, разразился скандал. По данному вопросу было назначено официальное разбирательство, а ввод всего выпуска в обращение пришлось отложить. 8 мая 1860 года совет губернатора порекомендовал Мэннер-Саттону утвердить к использованию почтовые марки номиналами в 1, 10 и 12½ центов, а вместо отпечатанной пятицентовой марки заказать новую с портретом королевы. Через десять дней после этого 18 мая Чарльз Коннелл подал в отставку. Остаётся загадкой, каким образом портрет почтмейстера попал на почтовую марку.

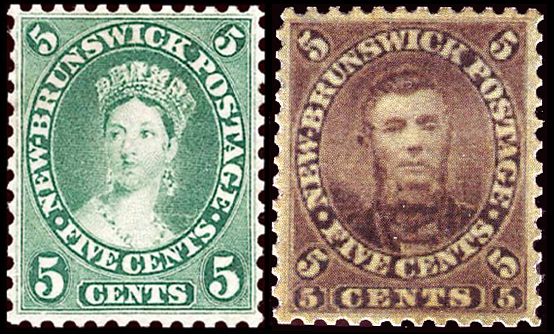
Марка Коннелла и то, что должно было вместо неё появиться(Sc #8)

После ухода в отставку Коннелл выкупил весь 500-тысячный тираж пятицентовой марки со своим портретом за 31 фунт 15 шиллингов. О дальнейшей их судьбе ходит несколько легенд. Одна из них утверждает, что однажды вечером Коннелл сжёг листы марок один за другим на лужайке за своим домом в Вудстоке, устроив из процесса уничтожения большое шоу. Другая говорит, что он вручал их беднякам во время обедов, устраиваемых в рамках благотворительной деятельности. По третьей — часть марок получили в наследство две его дочери и раздали своим знакомым и друзьям.
Несмотря на то, что после получения марок Чарльз Коннелл доставил их в почтовые отделения трёх крупнейших городов Нью-Брансуика — Фредериктон, Сент-Джон и Вудсток, ни одного гашёного экземпляра этой марки до сих пор не найдено. Предполагают, что эти марки в почтовое обращение не поступали. Марки Коннелла относятся к очень редким.